# Ivanhoe (amerikansk film fra 1913)
 For alternative betydninger, se Ivanhoe (flertydig). (Se også artikler, som begynder med Ivanhoe)
Ivanhoe er en amerikansk stumfilm fra 1913 af Herbert Brenon.

## Medvirkende
- King Baggot som Wilfred
- Leah Baird som Rebecca
- Herbert Brenon som Isaac
- Evelyn Hope som Lady Rowena
- Walter Craven som Richard Løvehjerte